# Nanny McPhee et le Big Bang
Série
Nanny McPhee
(2005)
Pour plus de détails, voir Fiche technique et Distribution.
Nanny McPhee et le Big Bang, ou Le Retour de Nounou McPhee au Québec (Nanny McPhee and the Big Bang) est un film britannique réalisé par Susanna White sorti en 2010. Il est la suite de Nanny McPhee.

## Synopsis
Avec ses trois enfants Norman, Megsie et Vincent qui ne cessent de se chamailler, son mari Rory parti à la guerre, son beau-frère Phil qui la pousse à lui vendre la ferme familiale, sa patronne Mme Docherty victime de pertes de mémoire et l'arrivée de ses deux insupportables neveux de Londres, Célia et Cyril, Isabel Green n'en peut plus.
Le jour où les cousins de ses enfants arrivent, ils se retrouvent très vite en conflit avec les enfants d'Isabel, car ils sont habitués à vivre dans le luxe et les méprisent ouvertement. Une dispute éclate entre tous, qui dure encore lorsqu'Isabel rentre chez elle. C'est alors qu'elle reçoit la visite de Nanny McPhee, une femme étrange qui prétend avoir été envoyée par l'armée pour l'aider à gérer ses enfants. Isabelle refuse dans un premier temps, puis la laisse faire.
Nanny McPhee tombe sur les cinq enfants en train de se battre et utilise sa canne magique pour les forcer à s'excuser les uns les autres. Au début réticents, les garnements sont vite forcés de s’exécuter lorsque les lettres du père des enfants Green risquent de finir en cendres. Nanny McPhee les envoie ensuite se coucher et leur demande de partager leurs lits, mais ces derniers, rancuniers et de mauvaise volonté, disent préférer dormir avec les animaux de la ferme pour lui faire comprendre que c'est la dernière chose qu'ils voudraient faire. Pour leur donner une leçon, Nanny McPhee exauce ce souhait fantaisiste.
De son côté, Phil, le beau-frère d'Isabel, poursuit ses manigances pour l'obliger à vendre la ferme. En effet, il a des dettes de jeu et sa vie est menacée par la directrice d'un casino, Mme Bigleuse, qui le fait régulièrement harceler par deux femmes à la fois coquettes et sadiques, Mmes Tohu et Bohu. Pendant que tout le monde dort dans la ferme, il libère les cochons que la famille Green a prévu de vendre pour réparer la moissonneuse et récolter son champ, espérant les mettre dans l'embarras et les forcer à vendre la ferme.
Le lendemain matin, lorsque les enfants se lèvent, ils constatent, effarés, la disparition des cochons. Ils mettent leur rancœur de côté et font équipe pour les récupérer. Comme ils vont trop vite au goût de Nanny McPhee, cette dernière utilise ses pouvoirs pour rendre les cochons capables de grimper aux arbres, voler et faire de la natation synchronisée ; cette manœuvre vise à la fois à amuser les enfants et les rapprocher les uns des autres. Ils réussissent finalement à tous les récupérer et parviennent à les vendre.
Plus tard, lors d'un pique-nique, Isabel reçoit un télégramme qui lui annonce que son mari est mort à la guerre, mais Norman ne le croit pas. Il a le pressentiment qu'il est toujours vivant. Il va donc se rendre à Londres avec Cyril grâce à Nanny McPhee pour en savoir plus. Une fois à Londres, les deux garçons retrouvent le père de Cyril qui après vérification, découvre que le père de Norman n'est en réalité que porté disparu. Le jeune garçon comprend alors que c'est Phil a rédigé un faux télégramme pour décourager Isabel et la pousser à vendre la ferme : il s'y trouve d'ailleurs au même moment, et ne cesse de la presser à signer l'acte de vente. Norman s'empresse donc de retourner voir sa mère et lui apprend la vérité. Surprise, Isabel emmène Phil dans la cuisine, le menotte à la cheminée et le laisse tout seul. Malchance pour lui : les « Tohu Bohu » débarquent et s'apprêtent à l'empailler pour le punir.
C'est alors qu'un bombardier passe au dessus de la ferme et largue par erreur une bombe dans le champ des Green. Si elle explose, toute la récolte sera perdue ; les enfants se résolvent donc à désamorcer la bombe eux-mêmes. Après quelques sueurs froides, grâce à un nouveau travail d'équipe, ils y parviennent, et Nanny McPhee effectue elle-même la récolte, grâce à ses pouvoirs, en deux temps trois mouvements, débarrassant en même temps Phil contre ses deux ennemies. Elle se dispose ensuite à partir, ayant inculqué aux enfants toutes les valeurs qu'elle avait prévues.
Alors que tout le monde est attristé de son départ, la patronne d'Isabel explique à la famille que Nanny McPhee n'aime pas les adieux et qu'elle a l'habitude de s'en aller discrètement une fois sa tâche accomplie. Elle sort un hochet en argent familier : il s'agit en réalité d'Agatha « Aggie » Brown, le bébé du premier film. Isabelle, et ses enfants suivent la nounou en courant, lui disant qu'ils ont besoin d'elle mais tombent sur leur père qui arrive, blessé mais bien vivant. Maintenant qu'il est de retour, la vie des Green sera bien plus heureuse.

## Fiche technique
- Titre original britannique : Nanny McPhee and the Big Bang
- Titre américain : Nanny McPhee Returns
- Titre français : Nanny McPhee et le Big Bang
- Titre québécois : Le Retour de Nounou McPhee
- Réalisation : Susanna White
- Scénario : Emma Thompson, d'après la série de livres de Christianna Brand
- Directeurs artistiques : Suzanne Austin, Bill Crutcher, Nick Dent, Gary Jopling
- Décors : Simon Elliott
- Costumes : Jacqueline Durran
- Photo : Mike Eley
- Montage : Sim Evan-Jones
- Musique : James Newton Howard
- Producteurs : Tim Bevan, Lindsay Doran, Eric Fellner
- Sociétés de production : Working Title Films, Studiocanal, Relativity Media
- Distribution : Universal Pictures
- Budget : 35 000 000 $
- Box-Office : 93 233 750 $, en fin d'exploitation
- Pays d'origine :  États-Unis,  Royaume-Uni,  France
- Langue : anglais
- Format : couleur
- Genre : comédie, fantastique
- Dates de sortie :
  - Royaume-Uni : 26 mars 2010
  - France : 31 mars 2010
  - États-Unis : 20 août 2010

## Distribution
- Maggie Gyllenhaal (VF : Anne Richard ; VQ : Michèle Lituac) : Isabel Green
- Emma Thompson (VF : Frédérique Tirmont ; VQ : Élise Bertrand) : Nanny McPhee
- Rhys Ifans (VF : Jean-Michel Fête ; VQ : Patrice Dubois) : Oncle Phil Green
- Maggie Smith (VF : Martine Sarcey ; VQ : Élizabeth Chouvalidzé) : Mme Docherty / Agatha Brown
- Sam Kelly (VF : Roger Carel ; VQ : Hubert Gagnon) : M. Docherty
- Asa Butterfield (VF : Olivier Cywie ; VQ : Vassili Schneider) : Norman Green
- Oscar Steer (VF : Kylian Trouillard ; VQ : Alexis Plante) : Vincent Green
- Lil Woods (VF : Manon Corneille ; VQ : Léa Roy) : Megsie Green
- Ewan McGregor (VF : Bruno Choël ; VQ : Daniel Picard) : Rory Green
- Eros Vlahos (VF : Titouan Guillemot ; VQ : Samuel Jacques) : Cyril Gray
- Rosie Taylor-Ritson (VF : Lou Lévy ; VQ : Ludivine Reding) : Celia Gray
- Ralph Fiennes (VF : Bernard Gabay ; VQ : Alain Zouvi) : Lord Gray
- Bill Bailey (VF : Henri Carballido ; VQ : Marc Bellier) : le fermier MacReadie
- Daniel Mays (VF : Julien Sibre ; VQ : Tristan Harvey) : Blenkinsop
- Nonso Anozie (VQ : Benoît Rousseau) : le sergent Jeffreys
- Sinead Matthews (VF : Marie-Christine Robert ; VQ : Viviane Pacal) : Mme Topsey (Tohu en français)
- Katy Brand (VF : Marie-Laure Beneston ; VQ : Catherine Hamann) : Mme Turvey (Bohu en français)
- Jan Kooijman : Meneer Green

- Version française
  - Studio de doublage : Dubbing Brothers[1]
  - Direction artistique : Béatrice Delfe
  - Adaptation : Philippe Sarrazin

Légende : Version Française (VF) - Version Québécoise (VQ)

## Remarque
Ralph Fiennes, Emma Thompson, Rhys Ifans et Maggie Smith sont respectivement Lord Voldemort, Sibylle Trelawney, Xénophilius Lovegood et Minerva McGonagall dans les films Harry Potter.

## Autour du film
- La moto utilisée dans le film par Nanny McPhee est une Ariel W/NG 350.
- À 1 h 2 min 48 s, quand Nanny McPhee arrive à Londres avec sa moto, on aperçoit au milieu des ballons de barrage un cochon volant entre les deux premières tours de la Battersea Power Station, comme sur la pochette de l'album de Pink Floyd, Animals[3].
- L'un des cochons se nomme Tora, prénom de l'aînée des filles dans le premier opus.